# Erwin Hadewicz
Erwin Hadewicz (Ellwangen, 2 aprile 1951) è un ex calciatore, dirigente sportivo e allenatore di calcio tedesco, di ruolo centrocampista.

## Carriera

### Club
Con il Bayern Monaco vinse un campionato e una Coppa dei Campioni. Con lo Stoccarda vinse il campionato di 2. Bundesliga. Ebbe una breve parentesi come allenatore-giocatore nell'Aalen.

### Nazionale
Ha collezionato due presenze con la nazionale B tedesca occidentale nel 1978.

## Palmarès

### Club

#### Competizioni nazionali
- Campionato tedesco: 1

Bayern Monaco: 1973-1974
- Campionato tedesco di seconda divisione: 1

Stoccarda: 1976-1977 (girone Sud)

#### Competizioni internazionali
- Coppa dei Campioni: 1

Bayern Monaco: 1973-1974